# Kahchun Wong
Kahchun Wong (auch: Kah Chun Wong) (* 24. Juni 1986) ist ein singapurischer Dirigent.
Als erster Asiate gewann Wong am 12. Mai 2016 den prestigeträchtigen ersten Preis der „Mahler Competition“, ein Dirigentenwettbewerb, der seit 2004 alle 3 Jahre von den Bamberger Symphonikern ausgerichtet wird.

## Leben
Wong studierte am Yong Siew Toh Conservatory of Music in Singapur Komposition und schloss im Jahr 2011 mit dem akademischen Titel Bachelor of Music (B.Mus.) ab. Nach dem Abschluss seines Bachelorstudiums wurde er an der Hochschule für Musik „Hanns Eisler“ Berlin angenommen, um dort sein Studium in der „conducting class“ von Christian Ehwald fortzuführen.
Im Jahr 2014 gründete Wong das Asian Contemporary Ensemble in Singapur, das die Vielfalt Singapurs durch den Zusammenschluss landestypischer Instrumente aus der chinesischen, malaysischen, indischen und westlichen Kultur repräsentiert.
Er gab sein Debüt am 6. März 2015 als Dirigent mit dem Singapore Symphony Orchestra.
2017 wurde Wong für den Singapore Youth Award nominiert.
Wong gab am 4. August 2018 sein Debüt als Chefdirigent der Nürnberger Symphoniker mit dem Programm „My Playlist“ im Rahmen des Klassik Open Air in Nürnberg. Seine Ernennung als Chefdirigent der Nürnberger Symphoniker und Nachfolger von Alexander Shelley war bereits im Jahr zuvor bekanntgegeben worden.
Im Dezember 2019 verlieh Bundespräsident Steinmeier Kahchun Wong das Verdienstkreuz am Bande für seinen herausragenden Einsatz für die singapurisch-deutschen Kulturbeziehungen und die Förderung deutscher Musikkultur im Ausland. Wong war der jüngste Singapurer und erste Künstler aus Singapur, der diese Auszeichnung erhielt.
Am 6. August 2022 verabschiedete sich Wong als Chef der Nürnberger Symphoniker mit einem letzten Dirigat des Klassik Open Air. Dabei leitete er unter anderem eine eigene Orchestrierung von Modest Mussorgskis Bilder einer Ausstellung, in welcher auch asiatische Instrumente wie Erhu, Yangqin und Dizi (Instrument) zum Einsatz kamen.
Ab der Saison 23/24 übernimmt er die Position des Chefdirigenten des Japan Philharmonic Orchestra. Im Mai 2023 ernannte die Dresdner Philharmonie Wong zum 1. Gastdirigenten. Das renommierte Hallé-Orchester aus Manchester gab im Juni 2023 bekannt, dass Wong Kapellmeister des Orchesters ab der Saison 2024/2025 wird.